# Jairzinho
Jair Ventura Filho, detto Jairzinho (ʒaˌiʁˈzĩɲu; Rio de Janeiro, 25 dicembre 1944) è un ex calciatore e allenatore di calcio brasiliano, di ruolo centrocampista o attaccante. Con la nazionale brasiliana è stato Campione del mondo a Messico 1970.
Considerato uno dei più forti brasiliani della storia del calcio, occupa la 27ª posizione nella speciale classifica dei migliori calciatori del XX secolo pubblicata dalla rivista World Soccer. È l'unico calciatore insieme all'uruguayano Alcides Ghiggia ad essere andato a segno in tutti gli incontri di un Mondiale di calcio vinto dalla propria nazionale ed insieme a Just Fontaine detiene il maggior numero di partite consecutive (6) terminate con una marcatura nella storia della suddetta competizione.

## Caratteristiche tecniche
Giocò principalmente come trequartista, pur sapendosi adattare al ruolo di ala destra, cosa che fece durante il Mondiale del 1970. Le sue migliori caratteristiche figurarono particolarmente il dribbling unito ad una grande velocità.

## Carriera

### Giocatore

#### Club
Jairzinho si formò nelle giovanili del Botafogo e debuttò con tale club nel 1964, appena diciannovenne, e nel 1965 ereditò il posto di ala destra e la maglia numero sette che furono di Garrincha. Dopo il 1966 cominciò a giocare nella posizione di trequartista ed indossare la casacca col numero dieci, vincendo quello stesso anno il Torneo Rio-San Paolo. Conquistò successivamente il Campionato Carioca per due stagioni di fila (1967 e 1968) ed anche una Taça Brasil (ancora nel 1968).
Di ritorno dal Mondiale del 1970 che disputò con la Nazionale brasiliana, dove si consacrò come astro del calcio internazionale, Jairzinho firmò un contratto che gli garantì uno dei compensi più ricchi dell'epoca, ma ciò nonostante nel 1974 volle lasciare il Brasile per l'Europa, passando all'Olympique Marsiglia. Qui rimase per una sola stagione, allorquando preferì far ritorno al Paese nativo dopo essere stato accusato di aver aggredito un guardalinee. Giunto al Cruzeiro ormai trentunenne, vinse il Campionato Mineiro nel 1975 e la Coppa Libertadores nel 1976, contribuendo a questa vittoria in modo determinante con 12 gol in 12 partite. Finì la carriera al Nueve de Octubre in Ecuador, dopo vari passaggi per diversi club latinoamericani, incluso un breve ritorno al Botafogo.

#### Nazionale

##### Nazionale olimpica e Copa Euroamericana
Con la Nazionale olimpica vinse la medaglia d'oro ai IV Giochi panamericani tenutisi a San Paolo nel 1963. In seguito venne convocato nella Nazionale brasiliana per la prima volta nel 1964 per partecipare alla Copa Euroamericana, dove disputa un solo incontro segnando oltretutto all'esordio contro il Portogallo.

##### Mondiale 1966
Jairzinho venne convocato per i Mondiali del 1966 in Inghilterra, dove giocò titolare pur senza segnare alcun gol tutte le partite del torneo a cui prese parte la nazionale. Tuttavia tale edizione fu contraddistinta da un gioco molto duro e dopo un primo successo per 2-0 ai danni della Bulgaria, il Brasile venne sconfitto per 1-3 contro l'Ungheria e per 3-1 contro il Portogallo di Eusebio, non riuscendo dunque a superare la fase a gironi.

##### Mondiale 1970

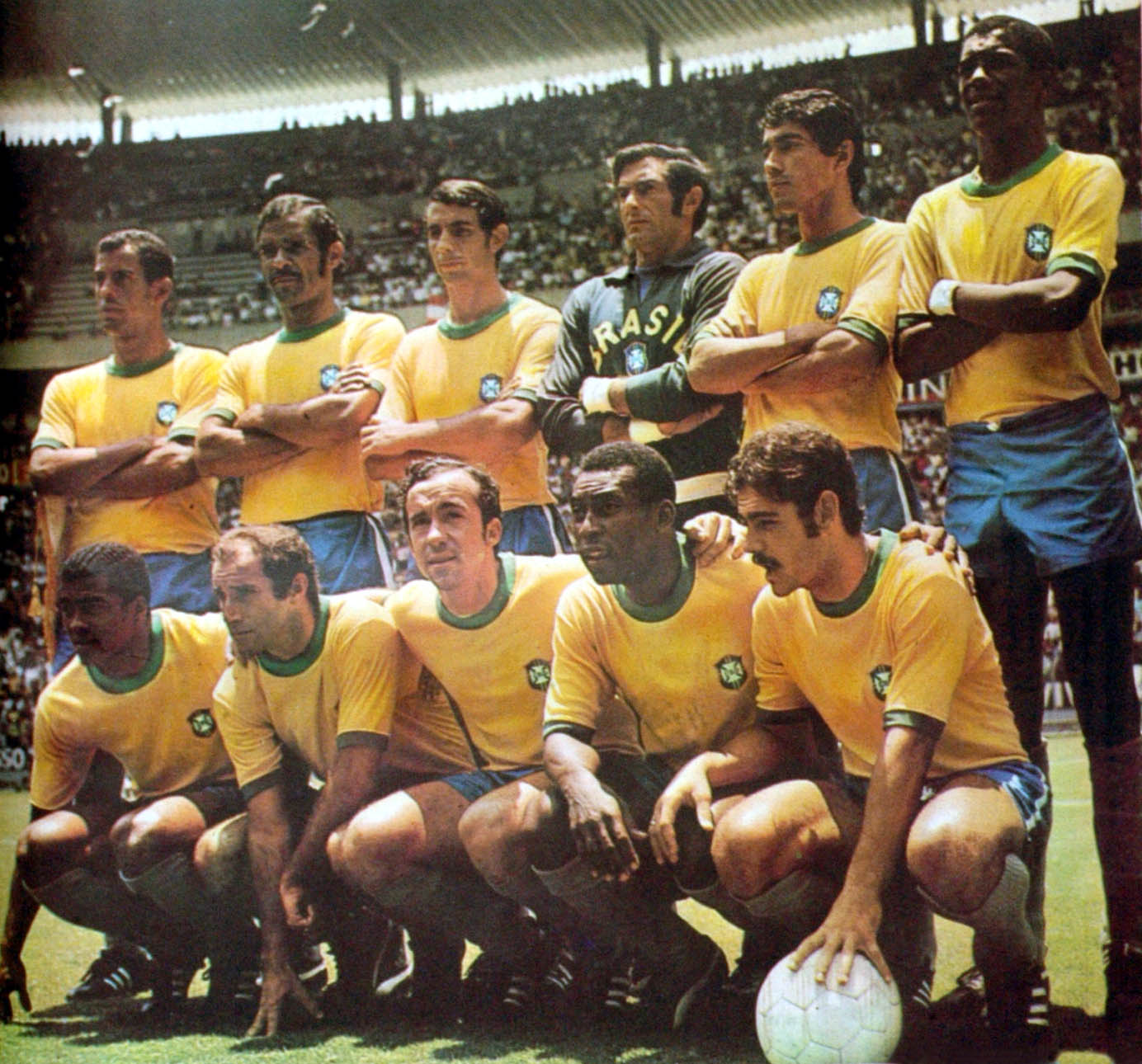
Jairzinho (accosciato, primo da sinistra) nella formazione brasiliana scesa in campo contro il durante il

Dopo il fallimento del Mondiale 1966, Jairzinho venne convocato anche per i Mondiali del 1970, dove svolse un ruolo da assoluto protagonista diventando il miglior marcatore della propria squadra e il secondo capocannoniere del torneo alle spalle di Gerd Müller. Con questa compagine Jairzinho accettò di giocare da ala anziché da trequartista, sebbene fosse il suo ruolo prediletto, poiché le posizioni centrali del campo erano abitualmente occupate da Pelé, Gérson, Rivelino e Tostão.
Esordì il 3 giugno nella prima partita contro la Cecoslovacchia, mettendo da subito a segno una doppietta. In seguito andò in gol in tutti gli incontri successivi fino ad arrivare a marcare la terza rete nella finale vinta per 4-1 sull'Italia, che permise al Brasile di conquistare il terzo titolo mondiale della sua storia.
Chiuse così l'edizione del mondiale con un totale di 7 reti in 6 partite guadagnandosi il soprannome di Furação da Copa (in italiano "Uragano della Coppa") dai media del suo Paese per via delle continue accelerazioni che lo portavano a finalizzare con facilità.

##### Minicopa del 1972 e Mondiale 1974
Due anni più tardi, nell'estate del 1972, Jairzinho venne convocato in vista della Minicopa, un torneo svoltosi in Brasile per commemorare il 150º anniversario della Dichiarazione d'indipendenza del Brasile. Qui partecipò da titolare tutte le partite del torneo a cui prese parte la sua nazionale, segnando 3 gol in 4 partite, una delle quali decisiva al minuto 89' che permise di battere in finale il Portogallo di Eusebio e di vincere di conseguenza la coppa.

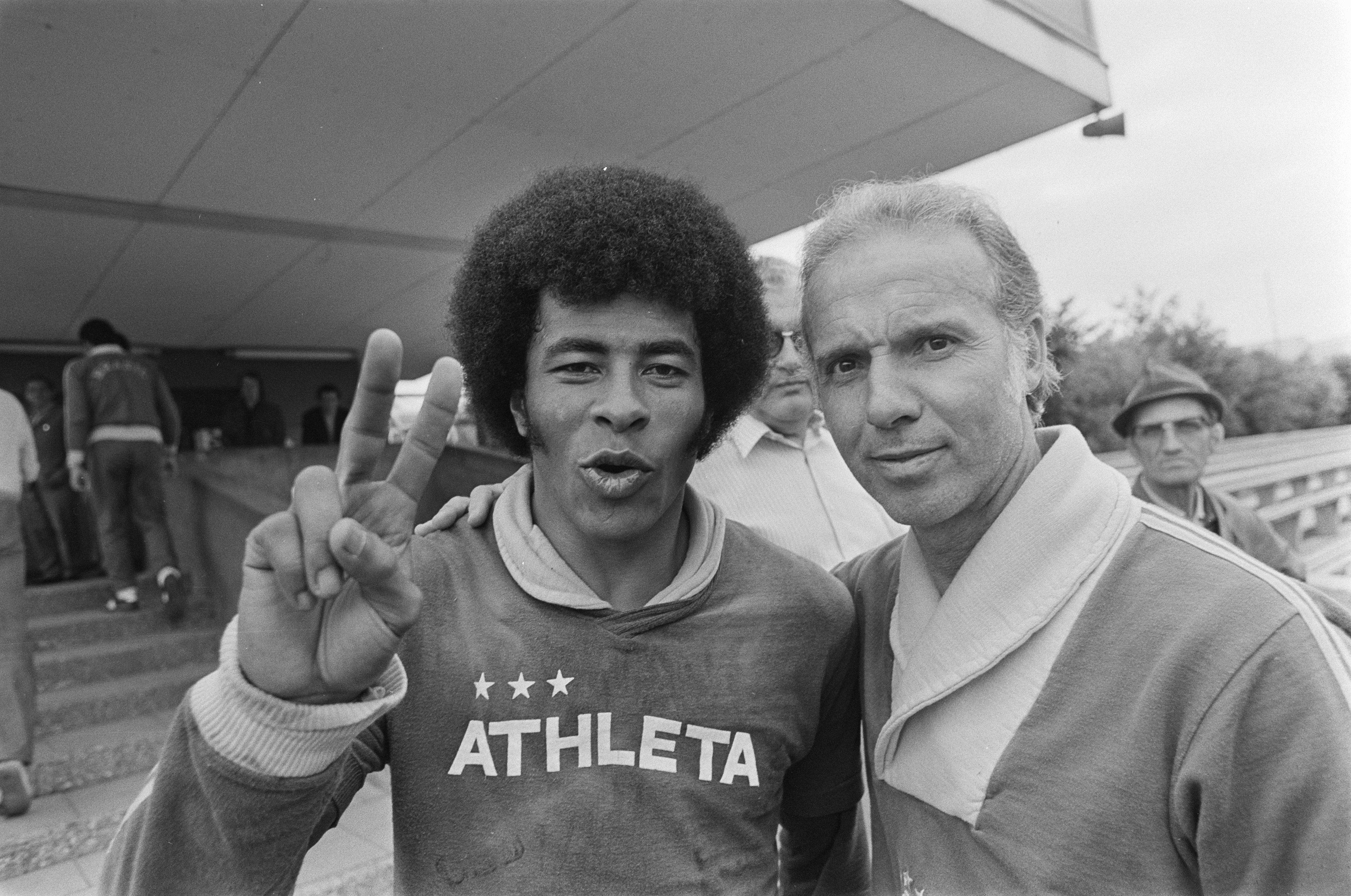
Jairzinho (a sinistra) con il selezionatore del Brasile, Mario Zagallo, durante il

Venne poi convocato anche per il Mondiale del 1974. Con una squadra completamente rivoluzionata, in quanto Jairzinho fu l'unico insieme a Rivellino, Paulo César ed Edu ad aver preso parte all'edizione precedente, riuscì ad arrivare con i suoi compagni fino alla finale per il 3º posto, mettendo a segno due reti: la prima contro lo Zaire (vinta per 3-0) e la seconda contro l'Argentina (vinta per 2-1). Dopo aver concluso la seconda fase ai gironi alle spalle dell'Olanda di Johan Cruijff, vittoriosa contro la Seleção per 2-0, Jairzinho affrontò con la sua nazionale la Polonia alla finale per il 3º posto, perdendo 0-1 e concludendo così il torneo in quarta posizione. Nonostante le 2 reti in 4 presenze, le prestazioni del brasiliano non furono ritenute all'altezza di quelle del Mondiale precedente.
Dopo tale edizione del Mondiale, Jairzinho si ritirò dalla nazionale per poi tornare a vestire la maglia della Seleção unicamente il 3 marzo 1982 contro la Cecoslovacchia, amichevole pareggiata per 1-1. Concluse così il suo percorso in nazionale con 102 partite e 42 gol, di cui rispettivamente 82 e 34 in incontri ufficiali che lo rendono l'ottavo miglior realizzatore di sempre della sua nazionale insieme a Ronaldinho.

### Allenatore
Dopo aver abbandonato il calcio giocato, Jairzinho intraprese una non fortunata carriera da allenatore, guidando nel 1997 i greci del Kalamata (una vittoria, 2 pareggi e 9 sconfitte) e dal 2003 al 2005 la Nazionale gabonese.

### Dopo il ritiro
È inoltre stato talent scout ed in tale ruolo segnalò al Cruzeiro (sua ex squadra) Ronaldo, poi due volte vincitore del Pallone d'oro e del Mondiale 2002 con la Nazionale brasiliana.
Nel 2008 è stato candidato del Partito Comunista del Brasile alla carica di vereador per il comune di Rio de Janeiro.

## Statistiche

### Cronologia presenze e reti in nazionale
| Cronologia completa delle presenze e delle reti in nazionale ― Brasile | Cronologia completa delle presenze e delle reti in nazionale ― Brasile | Cronologia completa delle presenze e delle reti in nazionale ― Brasile | Cronologia completa delle presenze e delle reti in nazionale ― Brasile | Cronologia completa delle presenze e delle reti in nazionale ― Brasile | Cronologia completa delle presenze e delle reti in nazionale ― Brasile | Cronologia completa delle presenze e delle reti in nazionale ― Brasile | Cronologia completa delle presenze e delle reti in nazionale ― Brasile |
| Data                                                                   | Città                                                                  | In casa                                                                | Risultato                                                              | Ospiti                                                                 | Competizione                                                           | Reti                                                                   | Note                                                                   |
| ---------------------------------------------------------------------- | ---------------------------------------------------------------------- | ---------------------------------------------------------------------- | ---------------------------------------------------------------------- | ---------------------------------------------------------------------- | ---------------------------------------------------------------------- | ---------------------------------------------------------------------- | ---------------------------------------------------------------------- |
| 7-6-1964                                                               | Rio de Janeiro                                                         | Brasile                                                                | 4 – 1                                                                  | Portogallo                                                             | Taça das Nações                                                        | 1                                                                      |                                                                        |
| 6-6-1965                                                               | Rio de Janeiro                                                         | Brasile                                                                | 2 – 0                                                                  | Germania Ovest                                                         | Amichevole                                                             | -                                                                      | ?’                                                                     |
| 9-6-1965                                                               | Rio de Janeiro                                                         | Brasile                                                                | 0 – 0                                                                  | Argentina                                                              | Amichevole                                                             | -                                                                      | ?’                                                                     |
| 24-6-1965                                                              | Porto                                                                  | Portogallo                                                             | 0 – 0                                                                  | Brasile                                                                | Amichevole                                                             | -                                                                      | ?’                                                                     |
| 30-6-1965                                                              | Stoccolma                                                              | Svezia                                                                 | 1 – 2                                                                  | Brasile                                                                | Amichevole                                                             | -                                                                      |                                                                        |
| 4-7-1965                                                               | Mosca                                                                  | Unione Sovietica                                                       | 0 – 3                                                                  | Brasile                                                                | Amichevole                                                             | -                                                                      | ?’                                                                     |
| 21-11-1965                                                             | Rio de Janeiro                                                         | Brasile                                                                | 2 – 2                                                                  | Unione Sovietica                                                       | Amichevole                                                             | -                                                                      |                                                                        |
| 18-5-1966                                                              | Belo Horizonte                                                         | Brasile                                                                | 1 – 0                                                                  | Galles                                                                 | Amichevole                                                             | -                                                                      | ?’                                                                     |
| 5-6-1966                                                               | Belo Horizonte                                                         | Brasile                                                                | 4 – 1                                                                  | Polonia                                                                | Amichevole                                                             | -                                                                      | ?’                                                                     |
| 8-6-1966                                                               | Rio de Janeiro                                                         | Brasile                                                                | 2 – 1                                                                  | Polonia                                                                | Amichevole                                                             | -                                                                      |                                                                        |
| 12-6-1966                                                              | Rio de Janeiro                                                         | Brasile                                                                | 2 – 1                                                                  | Cecoslovacchia                                                         | Amichevole                                                             | -                                                                      |                                                                        |
| 15-6-1966                                                              | Rio de Janeiro                                                         | Brasile                                                                | 2 – 2                                                                  | Cecoslovacchia                                                         | Amichevole                                                             | -                                                                      |                                                                        |
| 25-6-1966                                                              | Glasgow                                                                | Scozia                                                                 | 1 – 1                                                                  | Brasile                                                                | Amichevole                                                             | -                                                                      |                                                                        |
| 30-6-1966                                                              | Göteborg                                                               | Svezia                                                                 | 2 – 3                                                                  | Brasile                                                                | Amichevole                                                             | -                                                                      | ?’                                                                     |
| 12-7-1966                                                              | Liverpool                                                              | Brasile                                                                | 2 – 0                                                                  | Bulgaria                                                               | Mondiali 1966 - 1º turno                                               | -                                                                      |                                                                        |
| 15-7-1966                                                              | Liverpool                                                              | Brasile                                                                | 1 – 3                                                                  | Ungheria                                                               | Mondiali 1966 - 1º turno                                               | -                                                                      |                                                                        |
| 19-7-1966                                                              | Liverpool                                                              | Portogallo                                                             | 3 – 1                                                                  | Brasile                                                                | Mondiali 1966 - 1º turno                                               | -                                                                      |                                                                        |
| 12-6-1968                                                              | Rio de Janeiro                                                         | Brasile                                                                | 4 – 0                                                                  | Uruguay                                                                | Amichevole                                                             | 1                                                                      |                                                                        |
| 16-6-1968                                                              | Stoccarda                                                              | Germania Ovest                                                         | 2 – 1                                                                  | Brasile                                                                | Amichevole                                                             | -                                                                      | ?’                                                                     |
| 20-6-1968                                                              | Varsavia                                                               | Polonia                                                                | 3 – 6                                                                  | Brasile                                                                | Amichevole                                                             | 2                                                                      | ?’                                                                     |
| 23-6-1968                                                              | Bratislava                                                             | Cecoslovacchia                                                         | 3 – 2                                                                  | Brasile                                                                | Amichevole                                                             | -                                                                      |                                                                        |
| 25-6-1968                                                              | Belgrado                                                               | Jugoslavia                                                             | 0 – 2                                                                  | Brasile                                                                | Amichevole                                                             | -                                                                      |                                                                        |
| 30-6-1968                                                              | Lourenço Marques                                                       | Portogallo                                                             | 0 – 2                                                                  | Brasile                                                                | Amichevole                                                             | -                                                                      |                                                                        |
| 7-7-1968                                                               | Città del Messico                                                      | Messico                                                                | 0 – 2                                                                  | Brasile                                                                | Amichevole                                                             | 2                                                                      |                                                                        |
| 10-7-1968                                                              | Città del Messico                                                      | Messico                                                                | 2 – 1                                                                  | Brasile                                                                | Amichevole                                                             | -                                                                      |                                                                        |
| 14-7-1968                                                              | Lima                                                                   | Perù                                                                   | 3 – 4                                                                  | Brasile                                                                | Amichevole                                                             | 1                                                                      |                                                                        |
| 17-7-1968                                                              | Lima                                                                   | Perù                                                                   | 0 – 4                                                                  | Brasile                                                                | Amichevole                                                             | 1                                                                      |                                                                        |
| 7-8-1968                                                               | Lima                                                                   | Brasile                                                                | 4 – 1                                                                  | Argentina                                                              | Amichevole                                                             | 1                                                                      |                                                                        |
| 31-10-1968                                                             | Rio de Janeiro                                                         | Brasile                                                                | 1 – 2                                                                  | Messico                                                                | Amichevole                                                             | -                                                                      | ?’                                                                     |
| 3-11-1968                                                              | Belo Horizonte                                                         | Brasile                                                                | 2 – 1                                                                  | Messico                                                                | Amichevole                                                             | 1                                                                      |                                                                        |
| 6-11-1968                                                              | Rio de Janeiro                                                         | Brasile                                                                | 2 – 1                                                                  | FIFA XI                                                                | Amichevole                                                             | -                                                                      | 46’                                                                    |
| 7-4-1969                                                               | Porto Alegre                                                           | Brasile                                                                | 2 – 1                                                                  | Perù                                                                   | Amichevole                                                             | 1                                                                      |                                                                        |
| 9-4-1969                                                               | Rio de Janeiro                                                         | Brasile                                                                | 3 – 2                                                                  | Perù                                                                   | Amichevole                                                             | -                                                                      |                                                                        |
| 12-6-1969                                                              | Rio de Janeiro                                                         | Brasile                                                                | 2 – 1                                                                  | Inghilterra                                                            | Amichevole                                                             | 1                                                                      |                                                                        |
| 6-8-1969                                                               | Bogotà                                                                 | Colombia                                                               | 0 – 2                                                                  | Brasile                                                                | Qual. Mondiali 1970                                                    | -                                                                      | ?’                                                                     |
| 10-8-1969                                                              | Caracas                                                                | Venezuela                                                              | 0 – 5                                                                  | Brasile                                                                | Qual. Mondiali 1970                                                    | -                                                                      |                                                                        |
| 17-8-1969                                                              | Asunción                                                               | Paraguay                                                               | 0 – 3                                                                  | Brasile                                                                | Qual. Mondiali 1970                                                    | 1                                                                      |                                                                        |
| 21-8-1969                                                              | Rio de Janeiro                                                         | Brasile                                                                | 6 – 2                                                                  | Colombia                                                               | Qual. Mondiali 1970                                                    | 1                                                                      |                                                                        |
| 24-8-1969                                                              | Rio de Janeiro                                                         | Brasile                                                                | 6 – 0                                                                  | Venezuela                                                              | Qual. Mondiali 1970                                                    | 1                                                                      |                                                                        |
| 31-8-1969                                                              | Rio de Janeiro                                                         | Brasile                                                                | 1 – 0                                                                  | Paraguay                                                               | Qual. Mondiali 1970                                                    | -                                                                      |                                                                        |
| 4-3-1970                                                               | Porto Alegre                                                           | Brasile                                                                | 0 – 2                                                                  | Argentina                                                              | Amichevole                                                             | -                                                                      |                                                                        |
| 8-3-1970                                                               | Rio de Janeiro                                                         | Brasile                                                                | 2 – 1                                                                  | Argentina                                                              | Amichevole                                                             | 1                                                                      |                                                                        |
| 22-3-1970                                                              | San Paolo                                                              | Brasile                                                                | 5 – 0                                                                  | Cile                                                                   | Amichevole                                                             | -                                                                      |                                                                        |
| 26-3-1970                                                              | Rio de Janeiro                                                         | Brasile                                                                | 2 – 1                                                                  | Cile                                                                   | Amichevole                                                             | -                                                                      |                                                                        |
| 26-4-1970                                                              | San Paolo                                                              | Brasile                                                                | 0 – 0                                                                  | Bulgaria                                                               | Amichevole                                                             | -                                                                      | [ 13 ]                                                                 |
| 29-4-1970                                                              | Rio de Janeiro                                                         | Brasile                                                                | 1 – 0                                                                  | Austria                                                                | Amichevole                                                             | -                                                                      | ?’                                                                     |
| 3-6-1970                                                               | Guadalajara                                                            | Brasile                                                                | 4 – 1                                                                  | Cecoslovacchia                                                         | Mondiali 1970 - 1º turno                                               | 2                                                                      |                                                                        |
| 7-6-1970                                                               | Guadalajara                                                            | Brasile                                                                | 1 – 0                                                                  | Inghilterra                                                            | Mondiali 1970 - 1º turno                                               | 1                                                                      |                                                                        |
| 10-6-1970                                                              | Guadalajara                                                            | Brasile                                                                | 3 – 2                                                                  | Romania                                                                | Mondiali 1970 - 1º turno                                               | 1                                                                      |                                                                        |
| 14-6-1970                                                              | Guadalajara                                                            | Brasile                                                                | 4 – 2                                                                  | Perù                                                                   | Mondiali 1970 - Quarti di finale                                       | 1                                                                      | 80’                                                                    |
| 17-6-1970                                                              | Guadalajara                                                            | Brasile                                                                | 3 – 1                                                                  | Uruguay                                                                | Mondiali 1970 - Semifinale                                             | 1                                                                      |                                                                        |
| 21-6-1970                                                              | Città del Messico                                                      | Brasile                                                                | 4 – 1                                                                  | Italia                                                                 | Mondiali 1970 - Finale                                                 | 1                                                                      | [ 14 ]                                                                 |
| 30-9-1970                                                              | Rio de Janeiro                                                         | Brasile                                                                | 2 – 1                                                                  | Messico                                                                | Amichevole                                                             | 1                                                                      |                                                                        |
| 4-10-1970                                                              | Santiago del Cile                                                      | Cile                                                                   | 1 – 5                                                                  | Brasile                                                                | Amichevole                                                             | 2                                                                      |                                                                        |
| 26-4-1972                                                              | Porto Alegre                                                           | Brasile                                                                | 3 – 2                                                                  | Paraguay                                                               | Amichevole                                                             | -                                                                      |                                                                        |
| 28-6-1972                                                              | Rio de Janeiro                                                         | Brasile                                                                | 0 – 0                                                                  | Cecoslovacchia                                                         | Independence Cup                                                       | -                                                                      |                                                                        |
| 2-7-1972                                                               | San Paolo                                                              | Brasile                                                                | 3 – 0                                                                  | Jugoslavia                                                             | Independence Cup                                                       | 1                                                                      |                                                                        |
| 5-7-1972                                                               | Rio de Janeiro                                                         | Brasile                                                                | 1 – 0                                                                  | Scozia                                                                 | Independence Cup                                                       | 1                                                                      |                                                                        |
| 9-7-1972                                                               | Rio de Janeiro                                                         | Brasile                                                                | 1 – 0                                                                  | Portogallo                                                             | Independence Cup                                                       | 1                                                                      |                                                                        |
| 9-6-1973                                                               | Roma                                                                   | Italia                                                                 | 2 – 0                                                                  | Brasile                                                                | Amichevole                                                             | -                                                                      |                                                                        |
| 13-6-1973                                                              | Vienna                                                                 | Austria                                                                | 1 – 1                                                                  | Brasile                                                                | Amichevole                                                             | 1                                                                      |                                                                        |
| 16-6-1973                                                              | Berlino                                                                | Germania Ovest                                                         | 0 – 1                                                                  | Brasile                                                                | Amichevole                                                             | -                                                                      |                                                                        |
| 21-6-1973                                                              | Mosca                                                                  | Unione Sovietica                                                       | 0 – 1                                                                  | Brasile                                                                | Amichevole                                                             | 1                                                                      |                                                                        |
| 25-6-1973                                                              | Solna                                                                  | Svezia                                                                 | 1 – 0                                                                  | Brasile                                                                | Amichevole                                                             | -                                                                      |                                                                        |
| 30-6-1973                                                              | Glasgow                                                                | Scozia                                                                 | 0 – 1                                                                  | Brasile                                                                | Amichevole                                                             | -                                                                      |                                                                        |
| 31-3-1974                                                              | Rio de Janeiro                                                         | Brasile                                                                | 1 – 1                                                                  | Messico                                                                | Amichevole                                                             | 1                                                                      |                                                                        |
| 7-4-1974                                                               | Rio de Janeiro                                                         | Brasile                                                                | 1 – 0                                                                  | Cecoslovacchia                                                         | Amichevole                                                             | -                                                                      |                                                                        |
| 14-4-1974                                                              | Rio de Janeiro                                                         | Brasile                                                                | 1 – 1                                                                  | Bulgaria                                                               | Amichevole                                                             | 1                                                                      | ?’                                                                     |
| 17-4-1974                                                              | San Paolo                                                              | Brasile                                                                | 2 – 0                                                                  | Romania                                                                | Amichevole                                                             | -                                                                      | 74’                                                                    |
| 21-4-1974                                                              | Brasília                                                               | Brasile                                                                | 4 – 0                                                                  | Haiti                                                                  | Amichevole                                                             | -                                                                      |                                                                        |
| 28-4-1974                                                              | Rio de Janeiro                                                         | Brasile                                                                | 0 – 0                                                                  | Grecia                                                                 | Amichevole                                                             | -                                                                      |                                                                        |
| 1-5-1974                                                               | San Paolo                                                              | Brasile                                                                | 0 – 0                                                                  | Austria                                                                | Amichevole                                                             | -                                                                      |                                                                        |
| 5-5-1974                                                               | Rio de Janeiro                                                         | Brasile                                                                | 2 – 1                                                                  | Irlanda                                                                | Amichevole                                                             | -                                                                      |                                                                        |
| 12-5-1974                                                              | Rio de Janeiro                                                         | Brasile                                                                | 2 – 0                                                                  | Paraguay                                                               | Amichevole                                                             | -                                                                      |                                                                        |
| 13-6-1974                                                              | Francoforte sul Meno                                                   | Jugoslavia                                                             | 0 – 0                                                                  | Brasile                                                                | Amichevole                                                             | -                                                                      |                                                                        |
| 18-6-1974                                                              | Francoforte sul Meno                                                   | Scozia                                                                 | 0 – 0                                                                  | Brasile                                                                | Mondiali 1974 - 1º turno                                               | -                                                                      |                                                                        |
| 22-6-1974                                                              | Gelsenkirchen                                                          | Brasile                                                                | 3 – 0                                                                  | Zaire                                                                  | Mondiali 1974 - 1º turno                                               | 1                                                                      |                                                                        |
| 26-6-1974                                                              | Hannover                                                               | Germania Est                                                           | 0 – 1                                                                  | Brasile                                                                | Mondiali 1974 - 2º turno                                               | -                                                                      | 27’                                                                    |
| 30-6-1974                                                              | Hannover                                                               | Brasile                                                                | 2 – 1                                                                  | Argentina                                                              | Mondiali 1974 - 2º turno                                               | 1                                                                      |                                                                        |
| 3-7-1974                                                               | Dortmund                                                               | Brasile                                                                | 0 – 2                                                                  | Paesi Bassi                                                            | Mondiali 1974 - 2º turno                                               | -                                                                      |                                                                        |
| 6-7-1974                                                               | Monaco di Baviera                                                      | Brasile                                                                | 0 – 1                                                                  | Polonia                                                                | Mondiali 1974 - Finale 3º posto                                        | -                                                                      | 76’                                                                    |
| 3-3-1982                                                               | San Paolo                                                              | Brasile                                                                | 1 – 1                                                                  | Cecoslovacchia                                                         | Amichevole                                                             | -                                                                      | 11’                                                                    |
| Totale                                                                 |                                                                        | Presenze                                                               | 82                                                                     |                                                                        | Reti (7º posto)                                                        | 35                                                                     |                                                                        |

| Cronologia completa delle presenze e delle reti in nazionale ― Brasile olimpica | Cronologia completa delle presenze e delle reti in nazionale ― Brasile olimpica | Cronologia completa delle presenze e delle reti in nazionale ― Brasile olimpica | Cronologia completa delle presenze e delle reti in nazionale ― Brasile olimpica | Cronologia completa delle presenze e delle reti in nazionale ― Brasile olimpica | Cronologia completa delle presenze e delle reti in nazionale ― Brasile olimpica | Cronologia completa delle presenze e delle reti in nazionale ― Brasile olimpica | Cronologia completa delle presenze e delle reti in nazionale ― Brasile olimpica |
| Data                                                                            | Città                                                                           | In casa                                                                         | Risultato                                                                       | Ospiti                                                                          | Competizione                                                                    | Reti                                                                            | Note                                                                            |
| ------------------------------------------------------------------------------- | ------------------------------------------------------------------------------- | ------------------------------------------------------------------------------- | ------------------------------------------------------------------------------- | ------------------------------------------------------------------------------- | ------------------------------------------------------------------------------- | ------------------------------------------------------------------------------- | ------------------------------------------------------------------------------- |
| 24-4-1963                                                                       | San Paolo                                                                       | Brasile olimpica                                                                | 3 – 1                                                                           | Uruguay olimpica                                                                | IV Giochi panamericani - Fase finale a gironi                                   | -                                                                               |                                                                                 |
| 28-4-1963                                                                       | San Paolo                                                                       | Brasile olimpica                                                                | 10 – 0                                                                          | Stati Uniti olimpica                                                            | IV Giochi panamericani - Fase finale a gironi                                   | 1                                                                               |                                                                                 |
| 30-4-1963                                                                       | San Paolo                                                                       | Brasile olimpica                                                                | 3 – 1                                                                           | Cile olimpica                                                                   | IV Giochi panamericani - Fase finale a gironi                                   | 1                                                                               |                                                                                 |
| 4-5-1963                                                                        | San Paolo                                                                       | Brasile olimpica                                                                | 2 – 2                                                                           | Argentina olimpica                                                              | IV Giochi panamericani - Fase finale a gironi                                   | -                                                                               | [ 15 ]                                                                          |
| Totale                                                                          |                                                                                 | Presenze                                                                        | 4                                                                               |                                                                                 | Reti                                                                            | 2                                                                               |                                                                                 |

## Palmarès

### Giocatore

#### Club

##### Competizioni statali
- Torneo Rio-San Paolo: 2

Botafogo: 1964, 1966
- Taça Guanabara: 2

Botafogo: 1967, 1968
- Campionato Carioca: 2

Botafogo: 1967, 1968

##### Competizioni nazionali
- Taça Brasil: 1

Botafogo: Taça Brasil 1968

##### Competizioni internazionali
- Coppa Libertadores: 1

Cruzeiro: 1976

#### Nazionale
- Giochi panamericani: 1

San Paolo 1963
- Campionato mondiale: 1

Messico 1970
- Coppa d'Indipendenza Brasiliana: 1

1972

#### Individuale
- Candidato al Dream Team del Pallone d'oro (2020)